# Penhow Castle
Penhow Castle er en borg og befæstet herregård, der ligger i Penhow, Newport der stammer fra begyndelsen af 1100-tallet. Ved den normanniske invasion af Wales var borgen ejet af Caradog ap Gruffydd, prins af Gwent. Den er blevet udvidet og ombygget i næsten alle århundreder siden, og det hævdes at det er den ældste kontinuerligt beboede borg i Wales, men arkitekturhistorikeren John Newman har også foreslået borgene Cardiff Castle, Fonmon Castle og St Donat's Castle.
Det er en listed building af anden grad.